# Rivière des Orangers
La rivière des Orangers est un cours d'eau qui coule à Haïti dans le département du Sud-Est et l'arrondissement de Jacmel. Elle est un affluent de la rivière de la Cosse qu'elle rejoint au cœur de la ville portuaire de Jacmel, sur sa rive gauche.

## Géographie
La rivière des Orangers prend sa source dans les contreforts de le massif de la Selle sur les hauteurs de la ville de Jacmel. Le cours d'eau se dirige vers le Sud-Ouest et contourne la ville de Jacmel par le nord avant de la traverser de part en part en se dirigeant vers le Sud. Elle se jette dans la rivière de la Cosse à une centaine de mètres du littoral et de la mer des Caraïbes.
La rivière des Orangers est tristement célèbre pour ses crues qui provoquent d'importantes inondations dans le centre-ville de Jacmel.